# Mama Rosin
Mama Rosin est un trio de rock 'n' roll originaire de Genève (Suisse) fortement inspiré par la musique de Louisiane et des Caraïbes, les mythes vaudou et le rhythm and blues. Il a été fondé en 2007 par Robin Girod et Cyril Yeterian, accompagnés à la batterie et percussions par Vanina Fisher (2007-2009) puis Xavier Bray.
Les Mama Rosin ont un son rappelant la musique cajun mais croisé avec l'énergie rock 'n' roll des premiers albums des Kinks : sale, chantant faux et enregistré en prise directe. Les compositions sont des mélanges d'influences de zydeco, de rythme de La Nouvelle-Orléans, de musique psychédélique et de transe étrange. Ils ont pour influences majeures : le Gun Club, Jonathan Richman, Dr. John, The Velvet Underground, Bo Diddley et la musique cajun, le blues, le calypso et le zydeco early years !
En live, les Mama Rosin déchargent une énergie contagieuse. Libres de par leur formation simple et sans bassiste, de nombreuses directions différentes peuvent être empruntées et proposent un panorama très large de paysages musicaux.
Leur formation se compose d'un batteur (Xavier Bray), d'un guitariste-chanteur-banjoiste (Robin Girod) et d'un mélodéoniste-guitariste-chanteur (Cyril Yeterian). Mais les ambiances changent et donnent lieu à de nombreux échanges et changements d'instruments. Sont ainsi utilisés frottoir, triangle et percussions en tout genre, mais aussi violon, harmonica ou guitare-slide.
Les Mama Rosin ont sorti plusieurs albums, chez Voodoo Rhythm Records, ainsi que des split 45 tours avec d'autres groupes, sur leur propre petit label « Moi J'Connais ».
En 2011, le trio accompagne la tournée européenne du Jon Spencer Blues Explosion en tant que première partie.
À la suite de quoi, Jon Spencer propose au groupe d'enregistrer leur prochain album. En été 2011, les Mama Rosin vont donc enregistrer dans le studio de Matt Verta-Ray, le NYHed Studio à New York sous la houlette de Spencer et Verta-Ray.

## Discographie
- 2008 - Tu as perdu ton chemin
- 2009 - Black Robert
- 2009 - Brule lentement
- 2011 - Louisiana Sun (avec le groupe Hipbone Slim And The Kneetremblers)
- 2012 - Bye Bye Bayou[3],[4]